# 추월정
추월정은 충청북도 청주시 상당구에 있다. 2015년 4월 17일 청주시의 향토유적 제22호로 지정되었다.

## 개요
1609년 서계 이득윤이 세운 정자이다.